# 紧致开拓扑
在数学中，紧致开拓扑是定义在两个拓扑空间之间的所有连续映射的集合上的一种拓扑。紧致开拓扑是函数空间上的常用拓扑之一，在同伦理论和泛函分析中有应用。

## 定义
设 X、Y 为两个拓扑空间，令C(X, Y) 为所有从X 射到 Y 上的连续映射的集合。对于X 中的一个紧集K 和 Y 中的一个开集U，设V(K, U) 为集合 C(X, Y)中所有使得f(K)属于 U 的映射的集合。所有的V(K, U) 构成紧致开拓扑的一个子基（但一般不构成C(X, Y)上的一个拓扑基）。

## 性质
- 如果 * 是一个单点空间，那么可以将C(*, X) 等同于 X。在这种情况下，C(*, X) 上面的紧致开拓扑就等同于X 上的拓扑。
- 如果Y 是T0空间、T1空间、豪斯多夫空间、正则空间或者吉洪诺夫空间的话，那么对应的紧致开拓扑满足分离公理。
- 如果 X 是豪斯多夫空间，并且S 是Y 的一个子基，那么集合{\displaystyle \left\{V(K,U):U\in S\right\}} 是 C(X, Y) 上的紧致开拓扑的一个子基。
- 如果 Y 是一致空间（特别来说，如果 Y 是一个度量空间），那么其对应的紧致开拓扑等价于紧收敛拓扑。换句话说，如果 Y 是一致空间的话，那么一个函数序列 {fn}在紧致开拓扑上收敛到一个极限（设为 f）当且仅当对 X 所有的紧子集 K，{fn} 都在K 上一致收敛到 f。特别地，如果 X 是紧集，而 Y 是一致空间，那么其对应的紧致开拓扑等价于基于一致收敛的拓扑。
- 如果 X、Y 和 Z 是三个拓扑空间，其中Y 是局部豪斯多夫紧致的（或者仅仅是准正则的），那么由关系：(f, g) {\displaystyle \mapsto } fog 所给出的复合映射 C(Y, Z) × C(X, Y) → C(X, Z) 是连续的（这里所有的映射空间都使用相应的紧致开拓扑，而 C(Y, Z) × C(X, Y)上的是积拓扑）。
- 如果 Y 是局部豪斯多夫紧致的（或者仅仅是准正则的），那么赋值函数e : C(Y, Z) × Y → Z（定义为e(f, x) = f(x)）是连续函数。这可以看成上一个性质在X 为单点空间时的特例。
- 如果 X 是紧空间，Y 是装备有距离 d 的度量空间，那么C(X, Y) 上的紧致开映射是可度量的，并且其上的距离由函数 {\displaystyle e(f,g)=\sup \left\{d(f(x),g(x)):x\in X\right\}} 所给出。